# Simpson County, Kentucky
Simpson County är ett administrativt område i delstaten Kentucky, USA, med 17 327 invånare. Den administrativa huvudorten (county seat) är Franklin.

## Geografi
Enligt United States Census Bureau så har countyt en total area på 612 km². 612 km² av den arean är land och 0 km² är vatten. 

### Angränsande countyn
- Warren County - norr
- Allen County - öst
- Sumner County, Tennessee - sydost
- Robertson County, Tennessee - sydväst
- Logan County - väst